# Halozetes crozetensis
Halozetes crozetensis är en kvalsterart som först beskrevs av Ferdinand Richters 1908.  Halozetes crozetensis ingår i släktet Halozetes och familjen Ameronothridae. Inga underarter finns listade i Catalogue of Life.